# 中华藤蕨
中华藤蕨（学名：Lomariopsis chinensis）为藤蕨科藤蕨属下的一个种。

## 扩展阅读
- 維基物種上的相關：中华藤蕨